# Johan Bakayoko
Saint-Cyr Johan Bakayoko (Overijse, 20 aprile 2003) è un calciatore belga, attaccante del RB Lipsia e della nazionale belga.

## Biografia
È nato in Belgio da madre del Rwanda e padre della Costa D'Avorio.

## Caratteristiche tecniche
È un attaccante di piede mancino, che viene però utilizzato principalmente come ala destra. Rapido, esplosivo e dotato di buone doti tecniche, è abile nel dribbling, che sfrutta per andare alla conclusione (anche da fuori area) o creare occasioni per i suoi compagni di squadra.
Nell'ottobre del 2023, è stato incluso nella lista dei 25 finalisti del premio European Golden Boy, assegnato dal quotidiano Tuttosport al miglior giocatore Under-21 militante in un campionato europeo.

## Carriera

### Club

#### Inizi e PSV
Cresciuto nei settori giovanili di OH Lovanio, Club Bruges, Malines e Anderlecht, nel 2019 si è trasferito agli olandesi del PSV. Il 14 settembre 2021, firma il suo primo contratto professionistico con i biancorossi, di durata quadriennale.
Dopo un'ottima stagione in Eerste Divisie con lo Jong PSV, conclusa con 17 gol e dodici assist, nell'estate del 2022 l'attaccante belga viene promosso in prima squadra, ritrovando come allenatore Ruud van Nistelrooij; il 6 agosto seguente, alla prima giornata di Eredivisie, segna la prima rete con il PSV, nella partita vinta per 4-1 contro l'Emmen.

#### RB Lipsia
Il 16 luglio 2025 viene acquistato dal RB Lipsia.

### Nazionale
Date le sue origini, Bakayoko ha potuto scegliere di rappresentare il Belgio o la Costa d'Avorio a livello internazionale.
Una volta scelti i Diavoli Rossi, l'attaccante ha fatto la trafila delle varie nazionali giovanili belghe; il 5 giugno del 2022, a 19 anni, ha esordito con l'Under-21, partendo da titolare nell'incontro con la Scozia, valido per le qualificazioni agli Europei di categoria del 2023 e conclusosi a reti inviolate.
Nel marzo 2023 viene convocato per la prima volta in nazionale maggiore, con cui esordisce il 24 del mese stesso nella sfida vinta in casa della Svezia (0-3) fornendo anche un assist. Il 20 giugno seguente realizza la sua prima rete nel successo esterno contro l'Estonia (0-3).
Successivamente viene convocato per Euro 2024.

## Statistiche

### Presenze e reti nei club
Statistiche aggiornate al 15 dicembre 2024.
| Stagione        | Squadra         | Campionato      | Campionato | Campionato | Coppe nazionali | Coppe nazionali | Coppe nazionali | Coppe continentali | Coppe continentali | Coppe continentali | Altre coppe | Altre coppe | Altre coppe | Totale | Totale |
| Stagione        | Squadra         | Comp            | Pres       | Reti       | Comp            | Pres            | Reti            | Comp               | Pres               | Reti               | Comp        | Pres        | Reti        | Pres   | Reti   |
| --------------- | --------------- | --------------- | ---------- | ---------- | --------------- | --------------- | --------------- | ------------------ | ------------------ | ------------------ | ----------- | ----------- | ----------- | ------ | ------ |
| 2020-2021       | Jong PSV        | ED              | 19         | 1          |                 |                 |                 |                    |                    |                    |             |             |             | 19     | 1      |
| 2021-2022       | Jong PSV        | ED              | 32         | 17         | -               | -               | -               | -                  | -                  | -                  | -           | -           | -           | 32     | 17     |
| 2022-2023       | Jong PSV        | ED              | 6          | 2          | -               | -               | -               | -                  | -                  | -                  | -           | -           | -           | 6      | 2      |
| Totale Jong PSV | Totale Jong PSV | Totale Jong PSV | 57         | 20         |                 | -               | -               |                    | -                  | -                  |             | -           | -           | 57     | 20     |
| 2021-2022       | PSV             | E               | 3          | 0          | CO              | 1               | 0               | UECL               | 0                  | 0                  | SO          | 0           | 0           | 4      | 0      |
| 2022-2023       | PSV             | E               | 23         | 5          | CO              | 4               | 1               | UCL+UEL            | 1+4                | 0+1                | SO          | 1           | 0           | 33     | 7      |
| 2023-2024       | PSV             | E               | 33         | 12         | CO              | 2               | 1               | UCL                | 12                 | 1                  | SO          | 1           | 0           | 48     | 14     |
| 2024-2025       | PSV             | E               | 14         | 5          | CO              | 0               | 0               | UCL                | 6                  | 1                  | SO          | 1           | 0           | 21     | 6      |
| Totale PSV      | Totale PSV      | Totale PSV      | 73         | 22         |                 | 7               | 2               |                    | 23                 | 3                  |             | 3           | 0           | 106    | 27     |
| Totale carriera | Totale carriera | Totale carriera | 130        | 42         |                 | 7               | 2               |                    | 23                 | 3                  |             | 3           | 0           | 163    | 47     |

### Cronologia presenze e reti in nazionale
| Cronologia completa delle presenze e delle reti in nazionale ― Belgio | Cronologia completa delle presenze e delle reti in nazionale ― Belgio | Cronologia completa delle presenze e delle reti in nazionale ― Belgio | Cronologia completa delle presenze e delle reti in nazionale ― Belgio | Cronologia completa delle presenze e delle reti in nazionale ― Belgio | Cronologia completa delle presenze e delle reti in nazionale ― Belgio | Cronologia completa delle presenze e delle reti in nazionale ― Belgio | Cronologia completa delle presenze e delle reti in nazionale ― Belgio |
| Data                                                                  | Città                                                                 | In casa                                                               | Risultato                                                             | Ospiti                                                                | Competizione                                                          | Reti                                                                  | Note                                                                  |
| --------------------------------------------------------------------- | --------------------------------------------------------------------- | --------------------------------------------------------------------- | --------------------------------------------------------------------- | --------------------------------------------------------------------- | --------------------------------------------------------------------- | --------------------------------------------------------------------- | --------------------------------------------------------------------- |
| 24-3-2023                                                             | Solna                                                                 | Svezia                                                                | 0 – 3                                                                 | Belgio                                                                | Qual. Euro 2024                                                       | -                                                                     | 61’                                                                   |
| 28-3-2023                                                             | Colonia                                                               | Germania                                                              | 2 – 3                                                                 | Belgio                                                                | Amichevole                                                            | -                                                                     | 58’                                                                   |
| 17-6-2023                                                             | Bruxelles                                                             | Belgio                                                                | 1 – 1                                                                 | Austria                                                               | Qual. Euro 2024                                                       | -                                                                     | 69’                                                                   |
| 20-6-2023                                                             | Tallinn                                                               | Estonia                                                               | 0 – 3                                                                 | Belgio                                                                | Qual. Euro 2024                                                       | 1                                                                     |                                                                       |
| 9-9-2023                                                              | Mərdəkan                                                              | Azerbaigian                                                           | 0 – 1                                                                 | Belgio                                                                | Qual. Euro 2024                                                       | -                                                                     | 66’                                                                   |
| 13-10-2023                                                            | Vienna                                                                | Austria                                                               | 2 – 3                                                                 | Belgio                                                                | Qual. Euro 2024                                                       | -                                                                     | 70’ 87’                                                               |
| 16-10-2023                                                            | Bruxelles                                                             | Belgio                                                                | 1 – 1                                                                 | Svezia                                                                | Qual. Euro 2024                                                       | -                                                                     |                                                                       |
| 15-11-2023                                                            | Lovanio                                                               | Belgio                                                                | 1 – 0                                                                 | Serbia                                                                | Amichevole                                                            | -                                                                     | 46’                                                                   |
| 19-11-2023                                                            | Bruxelles                                                             | Belgio                                                                | 5 – 0                                                                 | Azerbaigian                                                           | Qual. Euro 2024                                                       | -                                                                     | 60’                                                                   |
| 23-3-2024                                                             | Dublino                                                               | Irlanda                                                               | 0 – 0                                                                 | Belgio                                                                | Amichevole                                                            | -                                                                     | 64’                                                                   |
| 5-6-2024                                                              | Bruxelles                                                             | Belgio                                                                | 2 – 0                                                                 | Montenegro                                                            | Amichevole                                                            | -                                                                     | 46’                                                                   |
| 8-6-2024                                                              | Bruxelles                                                             | Belgio                                                                | 3 – 0                                                                 | Lussemburgo                                                           | Amichevole                                                            | -                                                                     | 65’                                                                   |
| 17-6-2024                                                             | Francoforte sul Meno                                                  | Belgio                                                                | 0 – 1                                                                 | Slovacchia                                                            | Euro 2024 - 1º turno                                                  | -                                                                     | 58’                                                                   |
| 26-6-2024                                                             | Stoccarda                                                             | Ucraina                                                               | 0 – 0                                                                 | Belgio                                                                | Euro 2024 - 1º turno                                                  | -                                                                     | 77’                                                                   |
| 6-9-2024                                                              | Debrecen                                                              | Belgio                                                                | 3 – 1                                                                 | Israele                                                               | UEFA Nations League 2024-2025 - 1º turno                              | -                                                                     | 81’                                                                   |
| 9-9-2024                                                              | Lione                                                                 | Francia                                                               | 2 – 0                                                                 | Belgio                                                                | UEFA Nations League 2024-2025 - 1º turno                              | -                                                                     | 60’                                                                   |
| 14-11-2024                                                            | Bruxelles                                                             | Belgio                                                                | 0 – 1                                                                 | Italia                                                                | UEFA Nations League 2024-2025 - 1º turno                              | -                                                                     | 86’                                                                   |
| 17-11-2024                                                            | Budapest                                                              | Israele                                                               | 1 – 0                                                                 | Belgio                                                                | UEFA Nations League 2024-2025 - 1º turno                              | -                                                                     | 37’ 84’                                                               |
| Totale                                                                |                                                                       | Presenze                                                              | 18                                                                    |                                                                       | Reti                                                                  | 1                                                                     |                                                                       |

## Palmarès

### Club

#### Competizioni nazionali
- Coppa dei Paesi Bassi: 2

PSV: 2021-2022, 2022-2023
- Supercoppa dei Paesi Bassi: 2

PSV: 2022, 2023
- Campionato olandese: 2

PSV: 2023-2024, 2024-2025